# 松山芭蕾舞团
松山芭蕾舞团（日語：松山バレエ団，正式名稱：公益財団法人松山バレエ団）是日本一个芭蕾舞團。

## 历史
由清水正夫和松山树子創立於1948年1月，總部位於东京港区南青山。1955年該芭蕾舞團將中華人民共和國電影《白毛女》改編為芭蕾舞。松山芭蕾舞团是世界上第一个将电影《白毛女》改编成芭蕾作品的艺术团体。1955年在日本首演芭蕾舞《白毛女》，1958年首度前往中華人民共和國演出。除了《白毛女》，松山芭蕾舞团還演过《红色娘子军》等剧目。此後松山芭蕾舞团於1971年、1973年、2004年、2017、2018年等年份來華演出，累計來華演出次數將近20次，而舞團創辦人清水正夫曾100次前往中華人民共和國。在COVID-19爆發期間，松山芭蕾舞团前往中国駐日大使馆捐獻消毒水和口罩，此外松山芭蕾舞团所有团员錄製視頻，通過一起演唱中華人民共和國國歌《义勇军进行曲》以及用中文高呼口號向中華人民共和國人民表達支持。
2004年，中华人民共和国文化部将“文化交流贡献奖”授予清水正夫夫妇；2010年5月，中国国务院总理温家宝向松山芭蕾舞团總代表清水哲太郎和森下洋子夫妇颁发了“中日友好贡献奖”。

## 更多閱讀
- 清水正夫『バレエ白毛女はるかな旅をゆく』（講談社）
- 宮森繁『実録・中国「文革」礼賛者たちの節操 』（新日本出版社）

## 外部連結
- ザ・ジャパン・バレエ／松山バレエ団／松山バレエ学校 （页面存档备份，存于）